# Marraix d'aleta llarga
El marraix d'aleta llarga (Isurus paucus) és una espècie de peix elasmobranqui lamniforme de la família Lamnidae. És un gran tauró que habita en mars temperats i tropicals de tot el món. Comparteix amb solraig el nom comú de mako, si bé les diferències entre ambdues espècies són evidents. En zones molt particulars és conegut també com a tauró espasa.